# مارغريت لير
مارغريت لير (22 أكتوبر 1898- 14 ديسمبر 1987)، هي عالمة رياضيات أمريكية درست الهندسة الجبرية والفلسفة الإنسانية في الرياضيات، بالإضافة إلى تعليم الرياضيات (أي تعليم علوم الرياضيات).

## حياتها المبكرة وتعليمها
ولدت مارغريت في الثاني والعشرين من شهر تشرين الأول عام 1898، ووالداها هما مارغريت كرويتر وجورج لير من بالتيمور في الولايات المتحدة الأميركية. التحقت مارغريت لير بكلية غاوتشر لدراسة البكالوريوس، وتخرجت حاملة الشهادة عام 1919. انتقلت بعد التخرج إلى روما لدراسة سنة أكاديمية في جامعة روما من سنة 1923 وحتى سنة 1924، وحصلت على الدعم المالي من الجمعية الأميركية للنساء الجامعيات ومنحة جامعة إم. كاري توماس. وفي عام 1925، نالت لير شهادة الدكتوراه من كلية برين ماور.

## مسيرتها المهنية وأبحاثها
استقرت لير بعد حصولها على شهادة الدكتوراه في جامعتها الأم برين ماور، حيث عملت هناك مدرّسة، ثم ارتقى منصبها إلى مدرّس مساعد عام 1929، ثم منصب معيد عام 1935، وأصبحت عام 1937 أستاذة مشاركة، ولم تنل منصب البروفيسور حتى عام 1955.
وبالرغم من وظيفتها في كلية برين ماور، لكنها عينت أيضاً في مناصب فخرية أو مؤقتة لدى عدد من الجامعات الأخرى. فمثلاً، كانت لير زميلة فخرية في جامعة جون هوبكنز منذ عام 1931 وحتى عام 1932، وكانت أيضاً زميلة زائرة لدى جامعة برينستون منذ عام 1956 وحتى عام 1957. ونالت منصب محاضرٍ عام 1958 في مجتمع الرياضيات الأميركي والمؤسسة الوطنية للعلوم، وحصلت على الدعم المادي لإلقاء محاضرات في جميع أنحاء البلاد.
عملت لير أيضاً مع شبكات تلفزيونية كـ NBC وغيرها لإنتاج أفلام تعليمية وتثقيفية حول الرياضيات ]الشبكة الأخرى MAA لم أجد مصادر مؤكدة عنها، لذا طرحت شبكة NBC فقط كمثال عن الشبكات التلفزيونية التي عملت معها[، كما أجرت دروساً ومحاضرات متلفزة تتعلق بالرياضيات بين عامي 1953 و1954. وعندما كانت لير تعمل لدى جامعة برينستون، وعلى مر العقد اللاحق، أصبحت عضوة في اللجنة المسؤولة عن جائزة منحة وودرو ويلسون الدراسية. وكانت أيضاً عضوة في لجنة جوائز الاتحاد الدولي للنساء الجامعيات. ألقت لير أيضاً محاضرات في كلية سوارثمور في صيف 1944، كما أجرت أبحاثاً في معهد بوانكاري في باريس عام 1950.

## الجوائز والأوسمة
كرمتها كلية غاوشر لعملها ومنحتها “توصية متميزة” عام 1954. كانت لير أيضاً ضمن زمالة الجمعية الأميركية لتقدم العلوم، وعضوة في مجتمع الرياضيات الأميركي، ومجتمع الإحصاء البيولوجي الدولي، ومعهد الإحصائيات الرياضية، وجمعية الرياضيات الأميركية.